# NGC 5264
NGC 5264 (другие обозначения — ESO 445-12, MCG -5-32-66, UGCA 370, DDO 242, AM 1383-293, PGC 48467) — галактика в созвездии Гидра.
Этот объект входит в число перечисленных в оригинальной редакции «Нового общего каталога».